# Paralaudakia stoliczkana
Paralaudakia stoliczkana là một loài thằn lằn trong họ Agamidae. Loài này được Blanford mô tả khoa học đầu tiên năm 1875.